# Estádio Aloísio Rodrigues
Estádio Aloísio Rodrigues – stadion piłkarski, w Batalha, Alagoas, Brazylia, na którym swoje mecze rozgrywa klub Centro Esportivo Batalhense.